# Veterani Domovinskog rata
Veterani domovinskog rata su osobe, koje su aktivno sudjelovale u Domovinskom ratu u obrani hrvatskog naroda i Republike Hrvatske. 
Među veterane Domovinskog rata spadaju pripadnici:
- Oružanih snaga Republike Hrvatske
- policije
- civilne zaštite
- Hrvatskih željeznica

Veteranske udruge su primjerice:
- Udruga hrvatskih veterana Domovinskog rata
- Udruga hrvatskih dragovoljaca Domovinskog rata
- Veterani Vojne Policije Vrbovec,Dugo Selo,Ivanić-Grad i Sv.Ivan Zelina

## Vanjske poveznice
- Udruga hrvatskih dragovoljaca Domovinskog rata
- Udruga veterana domovinskog rata Velika Gorica  Arhivirana inačica izvorne stranice od 28. ožujka 2008. (Wayback Machine)
- Hvidra-Zagreb  Arhivirana inačica izvorne stranice od 17. kolovoza 2009. (Wayback Machine)
- Veterani Vojne Policije Vrbovec,Dugo Selo,Ivanić-Grad i Sv.Ivan Zelina